# Gabi (piłkarz)
Gabi, właśc. Gabriel Fernández Arenas (ur. 10 lipca 1983 w Madrycie) – hiszpański piłkarz, który występował na pozycji defensywnego pomocnika. Większość swojej kariery spędził w hiszpańskim klubie Atlético Madryt.

## Kariera klubowa
Karierę piłkarską Gabi rozpoczął w klubie Atlético Madryt. W 2002 roku zaczął grać w rezerwach tego klubu w rozgrywkach Segunda División B. W 2004 roku awansował do kadry pierwszej drużyny, a 7 lutego 2004 zadebiutował w Primera División w przegranym 0:3 wyjazdowym meczu z Valencią CF. W swoim debiutanckim sezonie rozegrał w Atlético 6 spotkań. W sezonie 2004/2005 Gabi występował na wypożyczeniu w Getafe CF, w którym zadebiutował 12 września 2004 w meczu z Mallorką (1:2). 21 listopada 2004 w spotkaniu z Albacete Balompié (1:1) strzelił swojego pierwszego gola w La Liga. W 2005 roku wrócił do Atlético i przez kolejne dwa sezony grał w pierwszym składzie tego klubu.
W lutym 2007 roku Gabi podpisał czteroletni kontrakt z Realem Saragossa. Klub ten zapłacił za zawodnika 9 milionów euro, a transfer wszedł w życie w lipcu 2007. W Realu swoje pierwsze spotkanie rozegrał 26 sierpnia 2007 w przegranym 1:2 wyjazdowym meczu z Realem Murcia. W 2008 roku spadł z Saragossą do Segunda División, w której grał z Realem przez rok. W 2009 roku wrócił z Realem do Primera División.
1 lipca 2020 ogłosił zakończenie kariery piłkarskiej
| Sezon   | Klub              | Kraj      | Rozgrywki          | Mecze | Bramki |
| ------- | ----------------- | --------- | ------------------ | ----- | ------ |
| 2002/03 | Atlético Madryt B | Hiszpania | Segunda División B | ?     | ?      |
| 2003/04 | Atlético Madryt   | Hiszpania | Primera División   | 6     | 0      |
| 2003/04 | Atlético Madryt B | Hiszpania | Segunda División B | ?     | ?      |
| 2004/05 | Getafe CF         | Hiszpania | Primera División   | 32    | 2      |
| 2005/06 | Atlético Madryt   | Hiszpania | Primera División   | 31    | 1      |
| 2006/07 | Atlético Madryt   | Hiszpania | Primera División   | 20    | 0      |
| 2007/08 | Real Saragossa    | Hiszpania | Primera División   | 32    | 0      |
| 2008/09 | Real Saragossa    | Hiszpania | Segunda División   | 35    | 4      |
| 2009/10 | Real Saragossa    | Hiszpania | Primera División   | 32    | 1      |
| 2010/11 | Real Saragossa    | Hiszpania | Primera División   | 36    | 10     |
| 2011/12 | Atletico Madryt   | Hiszpania | Primera División   | 31    | 2      |
| 2012/13 | Atletico Madryt   | Hiszpania | Primera División   | 35    | 0      |
| 2013/14 | Atletico Madryt   | Hiszpania | Primera División   | 36    | 3      |
| 2014/15 | Atletico Madryt   | Hiszpania | Primera División   | 34    | 0      |
| 2015/16 | Atletico Madryt   | Hiszpania | Primera División   | 35    | 1      |
| 2016/17 | Atletico Madryt   | Hiszpania | Primera División   | 34    | 0      |
| 2017/18 | Atletico Madryt   | Hiszpania | Primera División   | 34    | 0      |
| 2018/19 | Al-Sadd           | Katar     | Stars League       | 21    | 0      |
| 2019/20 | Al-Sadd           | Katar     | Stars League       | 14    | 0      |

## Kariera reprezentacyjna
W swojej karierze Gabi występował w młodzieżowych reprezentacjach Hiszpanii: U-20 i U-21. Z tą pierwszą wywalczył wicemistrzostwo świata w 2003 roku podczas Mistrzostw Świata w ZEA.

## Sukcesy

### Atlético Madryt
- Mistrz Hiszpanii: 2013/2014
- Superpuchar Hiszpanii: 2013/2014
- Liga Europy: 2011/2012, 2018/2019
- Puchar Hiszpanii: 2012/2013
- Superpuchar UEFA: 2011/2012
- Finalista Ligi Mistrzów: 2013/2014, 2015/2016

### Al Sadd
- Mistrz Kataru: 2018/2019
- Superpuchar Kataru: 2018/2019[4]